# افتخار دیگر ارزشی ندارد
افتخار دیگر ارزشی ندارد (به انگلیسی: What Price Glory) فیلمی در ژانر جنگی به کارگردانی جان فورد است که بر اساس نمایشنامه‌ای به همین نام اثر مکسول اندرسون و لورنس استالینگز ساخته و در سال ۱۹۵۲ منتشر شد. این فیلم به روش تکنی کالر فیلمبرداری شده است.

## بازیگران
- جیمز کاگنی
- دن دیلی
- ویلیام دمارست
- رابرت واگنر
- ماریسا پاوان
- جیمز گلیسون
- هری مورگان
- تام تایلر
- لویی ژ. گانیه
- والی ورنان
- میکی سیمپسون